# Mènecles de Barca
Mènecles (en grec antic: Μενεκλῆς, llatí: Menecles) fou un historiador de l'antiga Grècia nadiu de la ciutat de Barca, a la Cirenaica, entorn del segle v aC.
Fou autor d'una obra sobre la història de Líbia, de la qual es conserva un fragment sobre Batos V de Cirene. Ateneu també el fa l'autor d'una obra històrica sobre Atenes (περὶ Ἀθηνῶν) que va portar discussions sobre la seva autoria a l'antiguitat, atès que podria ser obra seva, segons Eli Harpocració i l'Etymologicum Magnum, o de Domici Cal·lístrat, segons la Suda, però sembla més probablement obra de Cal·lístrat. El mateix Ateneu, parlant de cert Mènecles, diu que va escriure una obra anomenada συναγωγή (Assemblea), que potser és aquest autor.